# Ủy ban Y tế Quốc gia (Trung Quốc)
Ủy ban Y tế Quốc gia (giản thể: 国家卫生健康委员会; phồn thể: 國家衛生健康委員會; bính âm: Guójiā Wèishēng Jiànkāng Wěiyuánhuì) của Cộng hòa Nhân dân Trung Hoa là một cơ quan hành pháp cấp nội các thuộc Hội đồng Nhà nước Cộng hòa Nhân dân Trung Hoa chịu trách nhiệm vệ sinh và y tế ở nước này. Cơ quan này được thành lập vào ngày 19 tháng 3 năm 2018. Bộ có trụ sở tại Bắc Kinh. Ủy ban do một bộ trưởng của nội các trong hội đồng nhà nước quản lý, hiện tại Mã Hiểu Vĩ là Bộ trưởng phụ trách Ủy ban và Bí thư chi bộ. Tiền thân của nó là Ủy ban Kế hoạch hóa Gia đình và Sức khỏe Quốc gia.

## Lịch sử
Trong suốt hầu hết thời gian kể từ năm 1954, danh mục Y tế quốc gia là trách nhiệm của Bộ Y tế cho đến năm 2013, nó được thay thế bằng Ủy ban Kế hoạch hóa Gia đình và Sức khỏe Quốc gia.
Vào tháng 3 năm 2018, Chính phủ Cộng hòa Nhân dân Trung Hoa tuyên bố rằng Ủy ban Kế hoạch hóa Gia đình và Sức khỏe Quốc gia đã bị giải thể và các chức năng của nó được tích hợp vào cơ quan mới có tên là Ủy ban Y tế Quốc gia.
Trung Quốc là thành viên của Tổ chức Y tế Thế giới. Bộ trưởng Mã báo cáo trong Hội nghị Y tế Thế giới lần thứ 92, kể từ năm 1978, Trung Quốc đã tập trung vào việc cải thiện chăm sóc sức khỏe ban đầu, phát triển mạng lưới an toàn toàn cầu cho cư dân và cải thiện chất lượng, hiệu quả và tiếp cận chăm sóc sức khỏe ban đầu.
Ủy ban là cơ quan chủ trì ở Trung Quốc đại lục điều phối các nỗ lực quốc gia để chống lại sự bùng phát coronavirus 2019-2020.